# Cop Shoot Cop
I Cop Shoot Cop sono stati un gruppo noise rock statunitense, originario di New York, attivo tra il 1987 ed il 1996.

## Stile musicale
Classificati sia come band industrial che come gruppo noise rock, il loro rock sperimentale erede dalla no wave era basato sull'uso di 2 bassisti, di originali strumenti percussivi metallici e dall'assenza di un chitarrista solista, il tutto accompagnato da atmosfere gotiche e testi disperati.

## Storia del gruppo
In origine formato da Tod Ashley (voce, chitarra) con David Ouimet (tastiere, elettronica) e Phil Puleo (batteria e percussioni), il gruppo registra un primo EP edito dalla Supernatural Records, etichetta giapponese.
Nel 1989 entrano nel gruppo un secondo bassista Jack Natz ed un secondo tastierista Jim Coleman. Con questa formazione registrano il primo album Consumer Revolt, considerato tra i più innovativi lavori in campo noise e industrial, dove i brani non sono cantati ma urlati rabbiosamente.
Ouimet lascia il gruppo per formare la band dalla breve durata Motherhead Bug. Con il secondo album, White Noise pubblicato per la Big Cat Records, il gruppo vira verso un noise rock più accessibile e meno cacofonico. Per il terzo album, Ask Questions Later, firmano per la Interscope. Nelle registrazioni del disco si sentono nuovi strumenti come tromba, violino e sassofono.
Nel 1995 si sciolgono, il cantante forma i Firewater, mentre Coleman assieme a Puleo i Red Expendables e più tardi i Phylr. Nel 1996 Coleman formerà anche gli Here assieme al musicista italiano Teho Teardo.

## Discografia

### Album
- 1990 - Consumer Revolt (Circuit)
- 1991 - White Noise (Big Cat)
- 1993 - Ask Questions Later (Interscope)
- 1994 - Release  (Interscope)

### EP
- 1988 - Headkick Facsimile (Supernatural Records)
- 1989 - PieceMan (Vertical Records)
- 1992 - Suck City (Interscope)
- 1993 - $10 Bill (Interscope)
- 1993 - Room 429 (Interscope)
- 1994 - Two at a Time (Big Cat)
- 1995 - Any Day Now + 3 (Interscope)

### Collaborazioni
- 1996 - Meathead and Cop Shoot Cop - Kill A Cop For Christ And Bring Us His Head (Sub/Mission Records)
- 2014  : Mortar - Cable Regime - Cop Shoot Cop - Nox - Caspar Brötzmann-Massaker - Gore / Hoer - Fall Of Because - Grill (Atypeek Music) (PDCD)

### Formazione
- Tod A. – voce, basso (1987–1996)
- Jim Coleman – campionatore, piano (1988–1996)
- Steven McMillen – chitarra, tromba (1993–1996)
- Jack Natz – basso, voce, armonica (1988–1996)
- Phil Puleo – batteria, percussioni (1987–1996)
- David Ouimet – tastiere, sintetizzatore (1987–1989)